# Orlando Burrell

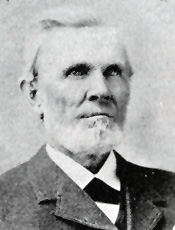
Orlando Burrell

Orlando Burrell (* 26. Juli 1826 in Newton, Bradford County, Pennsylvania; † 7. Juni 1921 in Carmi, Illinois) war ein US-amerikanischer Politiker. Zwischen 1895 und 1897 vertrat er den Bundesstaat Illinois im US-Repräsentantenhaus.

## Werdegang
Im Jahr 1834 zog Orlando Burrell mit seinen Eltern in das White County in Illinois, wo er die öffentlichen Schulen besuchte. Danach arbeitete er in der Landwirtschaft. Während des Bürgerkrieges stellte er eine Kavalleriekompanie zusammen, die er als Hauptmann selbst kommandierte und die dem Heer der Union unterstand. Zwischen 1873 und 1881 war Burrell Bezirksrichter im White County, was auf ein früheres Jurastudium schließen lässt. Von 1892 bis 1894 war er Sheriff in diesem Bezirk. Politisch schloss er sich der Republikanischen Partei an. Im Juni 1892 nahm er als Delegierter an der Republican National Convention in Minneapolis teil.
Bei den Kongresswahlen des Jahres 1894 wurde Burrell im 20. Wahlbezirk von Illinois in das US-Repräsentantenhaus in Washington, D.C. gewählt, wo er am 4. März 1895 die Nachfolge von George W. Smith antrat. Da er im Jahr 1896 nicht bestätigt wurde, konnte er bis zum 3. März 1897 nur eine Legislaturperiode im Kongress absolvieren.
Nach dem Ende seiner Zeit im US-Repräsentantenhaus zog sich Orlando Burrell aus der Politik zurück. In den folgenden Jahren betätigte er sich wieder in der Landwirtschaft. Er starb am 7. Juni 1921 hochbetagt in Carmi.